# Kisou
Kisou (鬼葬) es el tercer álbum de estudio lanzado por DIR EN GREY el 30 de enero de 2002. El álbum le ayudó a la banda a ganar popularidad en Asia y es uno de sus álbumes más vendidos. A diferencia de sus dos anteriores álbumes, no cuenta con poemas adicionales e imágenes por canción en el cuadernillo, sino que viene con traducción en inglés de las letras por canción, mientras que el cuadernillo en las primeras versiones contenía las letras japonesas originales.

## Canciones
| N.º | Título                                                 | Duración |  |
| 1.  | «鬼眼-kigan-» (Kigan)                                  | 4:04     |  |
| 2.  | «ZOMBOID»                                              | 4:22     |  |
| 3.  | «24個シリンダー» (Nijuuyonko Cylinder)                 | 6:07     |  |
| 4.  | «FILTH»                                                | 4:55     |  |
| 5.  | «Bottom of the death valley»                           | 5:50     |  |
| 6.  | «embryo»                                               | 5:36     |  |
| 7.  | «「深葬」» (「Shinsou」)                               | 2:05     |  |
| 8.  | «逆上堪能ケロイドミルク» (Gyakujou Tannou Keloid Milk) | 4:42     |  |
| 9.  | «The Domestic Fucker Family»                           | 3:02     |  |
| 10. | «undecided»                                            | 4:53     |  |
| 11. | «蟲-mushi-» (Mushi)                                    | 6:24     |  |
| 12. | «「芯葬」» (「Shinsou」)                               | 0:57     |  |
| 13. | «JESSICA»                                              | 4:11     |  |
| 14. | «鴉-karasu-» (Karasu)                                  | 5:26     |  |
| 15. | «ピンクキラー» (Pink Killer)                           | 3:48     |  |
| 16. | «「神葬」» (「Shinsou」)                               | 3:03     |  |